# Universidad Nacional Forestal de Ucrania

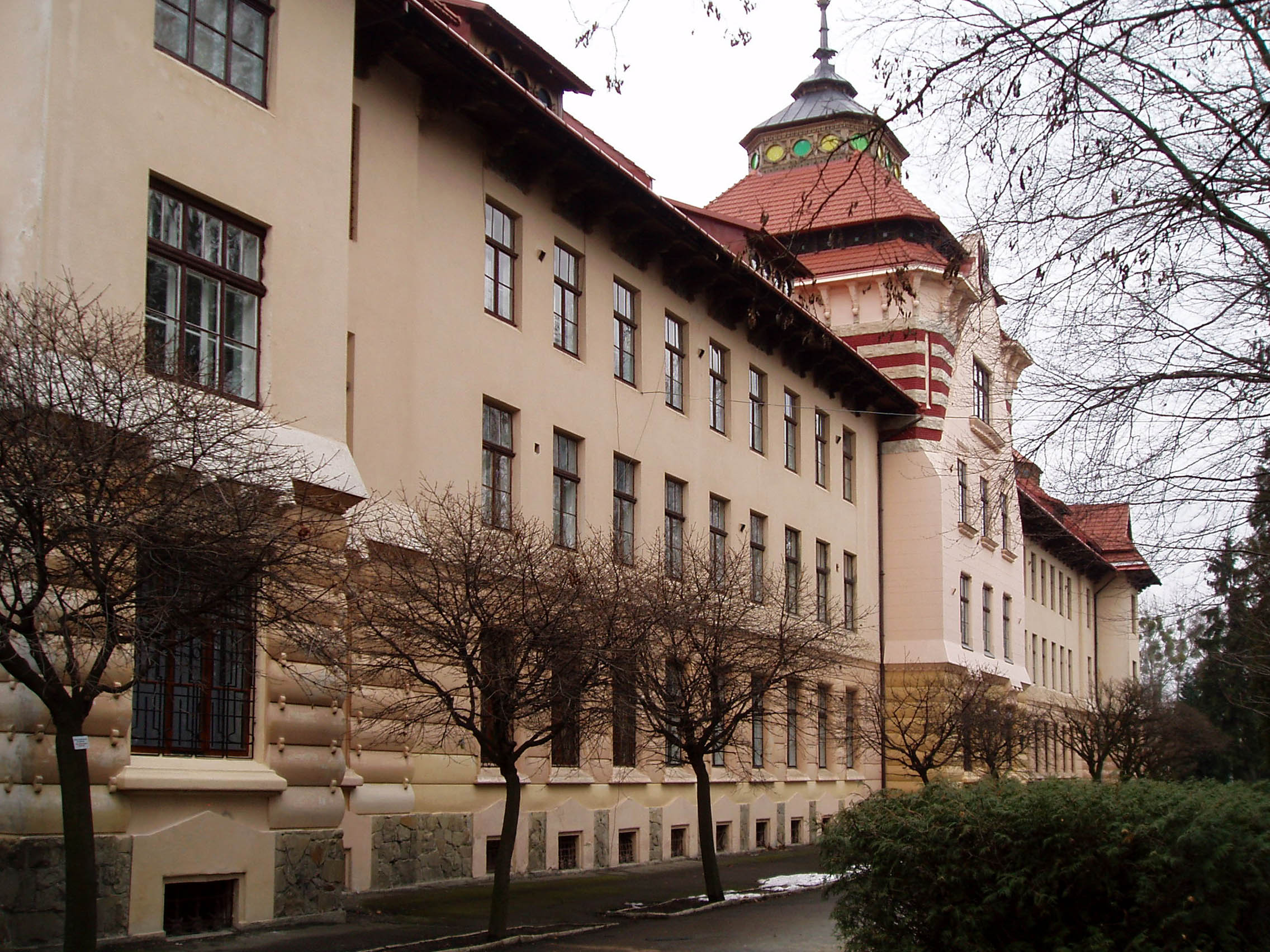
Universidad Nacional Forestal de Ucrania, Edificio Administrativo, el antiguo edificio de la "Sociedad Pedagógica de Ucrania" (estilo secesión hutsul, arquitecto Iván Levinsky).

La Universidad Nacional Forestal de Ucrania (en ruso: Национа́льный лесотехни́ческий университе́т Украи́ны; en ucraniano: Національний лісотехнічний університет України) es una institución estatal de educación superior en Leópolis (Ucrania), el cuarto nivel de acreditación, y la única universidad en Ucrania de perfil forestal. En la época soviética conocida como "Instituto Forestal de Lviv." En la Universidad Forestal se han capacitado a más de 6000 estudiantes. Técnicos, especialistas (ingenieros), capitanes.
- Dirección: 79057, Ucrania, Leópolis, calle General Chuprinka, 103.
- Rector: Tunitsa Yuri.

## Estructura
- Facultad de Ciencias Forestales (mayores: Forestal, Horticultura Recreativa, la caza, la planificación urbana y arquitectura del paisaje ).
- Facultad de Tecnología (especialidad: tecnología de la madera, la tecnología química de la planta y los materiales de madera, tecnología de la información, ingeniería, diseño ).
- Departamento Lesomehanichesky (Grandes Ligas: equipos de la industria forestal, caso lesoinzhernernoe, el control de proceso automatizado).
- Facultad de Ciencias Económicas (especialidad: las organizaciones de gestión, la gestión de la actividad económica exterior, contabilidad y auditoría).

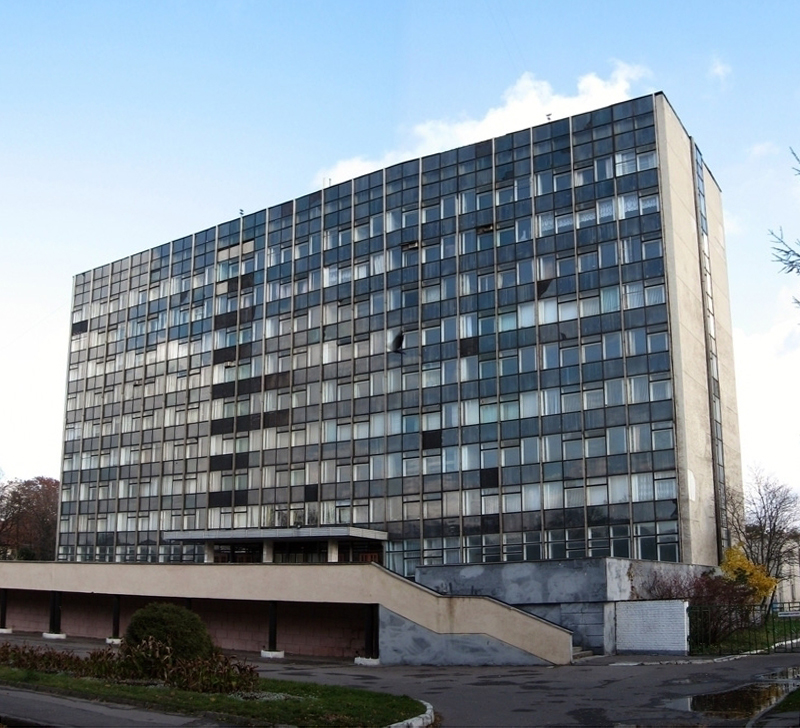
Edificio educación N.º 1 (también denominado "Cristal".

- Instituto de Economía Ecológica (especialidad: las organizaciones de gestión, la ecología y el medio ambiente, economía ambiental y recursos naturales).
- Departamento de Correspondencia.
- Facultad de la formación pre-profesional y la educación de postgrado, que incluye una sección preparatoria, cursos de preparación para la entrada en la universidad, la academia forestales menores, cursos de actualización y reciclaje.
- Instituto de Tecnología.
- Escuela secundaria de Técnicas Naturales.
- Parque natural "perdido".
- La formación y la planta de producción de carpintería.
- Jardín Botánico del Instituto Forestal de Leópolis.
- Centro de Capacitación y Consultoría en la ciudad de Hust, región de Transcarpacia.
- La enseñanza y el laboratorio de investigación en "lesoekologicheskaya Shatsk" región de Volinia.
- Dos centros de formación en investigación.
- Campamento de Deportes en el Mar Negro.

En la universidad hay un conjunto de entrenamientos de "Educación Forestal", que consiste en las escuelas con 1-2 niveles de la acreditación de diversas regiones de Ucrania - tres colegios, siete universidades, una escuela secundaria, tres escuelas de formación profesional y un internado de secundaria.